# Vleugelverdediger
Een vleugelverdediger, flankverdediger, in Engeland en in België ook wel wingback genoemd, is een aanvallend ingestelde buitenste of uiterste verdediger bij hockey en voetbal.

## Voetbal
In het voetbal komen vleugelverdedigers meestal voor in een 5-3-2 opstelling (met vijf verdedigers) waarbij de vleugelverdedigers langs de zijlijn mee de aanval ondersteunen terwijl het 'blok' van drie centrale verdedigers voor de zekerheid achteraan blijft. In een meer dynamische 3-5-2 opstelling (met vijf middenvelders) kunnen de twee dynamische wingbacks ook 'hoger', op de flanken op het middenveld spelen, naast de drie middenvelders in het centrum.
De vleugelverdediger heeft in het voetbal twee taken, verdedigen en aanvallen, ook wel overvleugelen genoemd. Wanneer de tegenstander met een buitenspeler speelt heeft de vleugelverdediger als voornaamste doel deze te neutraliseren. Als de tegenstander zonder buitenspeler speelt, dan heeft de vleugelverdediger als voornaamste taak bijsluiten in de aanval. In de praktijk moet een vleugelverdediger beide kunnen en zal hij in een wedstrijd af moeten wegen wanneer hij aanvalt en wanneer hij verdedigt. Vleugelverdedigers moeten daarom beschikken over een groot loopvermogen, snelheid, een drang naar voren en sterk zijn in één-tegen-één-duels. Een elftal hoeft niet altijd met een vleugelverdediger te spelen. Speelt men met een viermansdefensie dan noemt men de verdedigers links of rechts aan de zijlijn de links- en rechtsachter, ook wel rechtsback en linksback genoemd. Moderne voorbeelden van wingbacks zijn David Alaba, Denzel Dumfries en Joshua Kimmich.

## Krachtbal
Bij krachtbal speelt men meestal met een ruitverdediging met twee vleugelverdedigers. Zij moeten trachten de aanval van de tegenpartij af te breken door de bal te vangen of af te blokken voor de doellijn of middenlijn. Bij hoge aanvallen kunnen zij trachten de bal door te toetsen naar de achterspeler, bij lage aanvallen kunnen zij er ook voor opteren om terreinwinst te beperken. Zij stellen zich meestal zo op dat zij de hoge aanvallen nog kunnen door toetsen en zo de aanvaller verplichten om een lage aanval te doen met een kleinere terreinwinst. Een andere opstelling is dat zij zich dichterbij opstellen om zo de aanvaller te dwingen een hoge aanval te doen, die dan kan opgevangen worden door de achterspeler of libero. De beide vleugelverdedigers worden meestal gestuurd door de achterspeler, die hen achteraan houdt of één of beide vleugelverdedigers naar voor stuurt.